# Concordia Sagittaria
Concordia Sagittaria település Olaszországban, Veneto régióban, Velence megyében. Lakosainak száma 10 229 fő (2023. január 1.). Concordia Sagittaria Portogruaro, Caorle és Santo Stino di Livenza községekkel határos.

## Népesség
A település népességének változása:
| Lakosok száma | 10 365 | 10 373 | 10 229 |
|               | 2017   | 2018   | 2023   |